# Ctenus rivulatus
Ctenus rivulatus là một loài nhện trong họ Ctenidae.
Loài này thuộc chi Ctenus. Ctenus rivulatus được Mary Agard Pocock miêu tả năm 1899.